# مرحله مقدماتی لیگ قهرمانان اقیانوسیه ۲۰۱۸
مرحله مقدماتی لیگ قهرمانان اقیانوسیه ۲۰۱۸ از ۲۰ تا ۲۶ ژانویه ۲۰۱۸ برگزار شد. در مجموع چهار تیم در مرحله مقدماتی برای تعیین دو سهمیه از ۱۶ سهمیه مرحله گروهی لیگ قهرمانان اقیانوسیه ۲۰۱۸ به رقابت پرداختند.

## قرعه کشی
قرعه کشی مرحله مقدماتی در ۱۵ سپتامبر ۲۰۱۷ در مقر اواف‌سی در اوکلند، نیوزیلند برگزار شد. قهرمانان چهار انجمن در حال توسعه از گلدان ۱ به هر یک از چهار موقعیت ۱–۴ کشیده شدند تا نوبت مسابقات را مشخص کنند.
| گلدان ۱                                                   |
| --------------------------------------------------------- |
| - پاگو یوث - توپاپا مارائرنگا - لوپه اوله سواگا - ویتونگو |

## فرمت
چهار تیم حاضر در مرحله مقدماتی به صورت تک‌بازی در یک مکان متمرکز با یکدیگر بازی کردند. تیم‌های اول و دوم به مرحله گروهی راه یافتند تا به ۱۴ شرکت کننده مستقیم بپیوندند. بر اساس قرعه کشی مرحله گروهی:
- تیم اول به گروه A راه می‌یابد.
- تیم دوم به گروه D راه می‌یابد.

## برنامه مسابقات
مسابقات بین ۲۰ و ۲۶ ژانویه ۲۰۱۸ در پاگو پاگو، ساموآی آمریکا برگزار شد. برنامه هر روز مسابقه به شرح زیر بود.
| مسابقه | تاریخ          |
| ------ | -------------- |
| هفته ۱ | ۲۰ ژانویه ۲۰۱۸ |
| هفته ۲ | ۲۳ ژانویه ۲۰۱۸ |
| هفته ۳ | ۲۶ ژانویه ۲۰۱۸ |

## مسابقات
| تیم              | بازی | برد | تساوی | باخت | گل‌زده | گل‌خورده | تفاضل‌گل | امتیاز | صلاحیت      |
| ---------------- | ---- | --- | ----- | ---- | ----- | ------- | ------- | ------ | ----------- |
| توپاپا مارائرنگا | ۳    | ۳   | ۰     | ۰    | ۱۵    | ۲       | ۱۳+     | ۹      | مرحله گروهی |
| لوپه اوله سواگا  | ۳    | ۲   | ۰     | ۱    | ۱۹    | ۲       | ۱۷+     | ۶      | مرحله گروهی |
| ویتونگو          | ۳    | ۰   | ۱     | ۲    | ۳     | ۱۶      | ۱۳-     | ۱      |             |
| پاگو یوث (م)     | ۳    | ۰   | ۱     | ۲    | ۲     | ۱۹      | ۱۷-     | ۱      |             |

| توپاپا مارائرنگا | ۱–۰ | لوپه اوله سواگا |
| ---------------- | --- | --------------- |
|                  |     |                 |

| ویتونگو | ۱–۱ | پاگو یوث |
| ------- | --- | -------- |
|         |     |          |

| ویتونگو | ۲–۹ | توپاپا مارائرنگا |
| ------- | --- | ---------------- |
|         |     |                  |

| پاگو یوث | ۱–۱۳ | لوپه اوله سواگا |
| -------- | ---- | --------------- |
|          |      |                 |

| لوپه اوله سواگا | ۶–۰ | ویتونگو |
| --------------- | --- | ------- |
|                 |     |         |

| پاگو یوث | ۰–۵ | توپاپا مارائرنگا |
| -------- | --- | ---------------- |
|          |     |                  |